# Stadtbahn Mülhausen
Stadtbahn Mülhausen Franciaország Mülhausen városában található Stadtbahn hálózat volt, mely igazából nem vasúti járműveket, hanem trolibuszokat üzemeltetett. Összesen 2 vonalból állt. Az áramellátás felsővezetékről történt. Az üzem két időszakban működött: először 1908-tól 1918-ig, majd 1947-től 1968-ig.

## Képgaléria

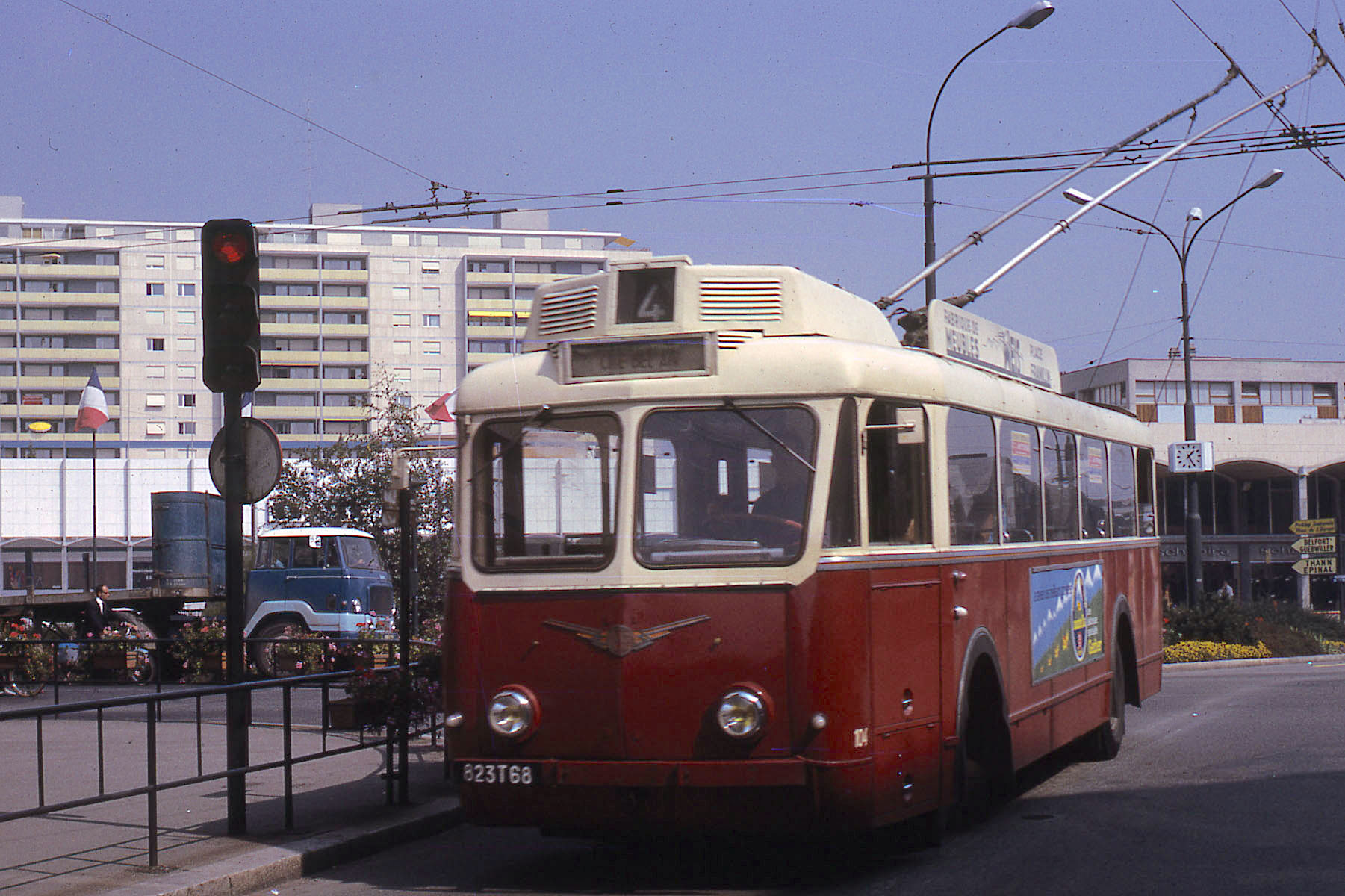
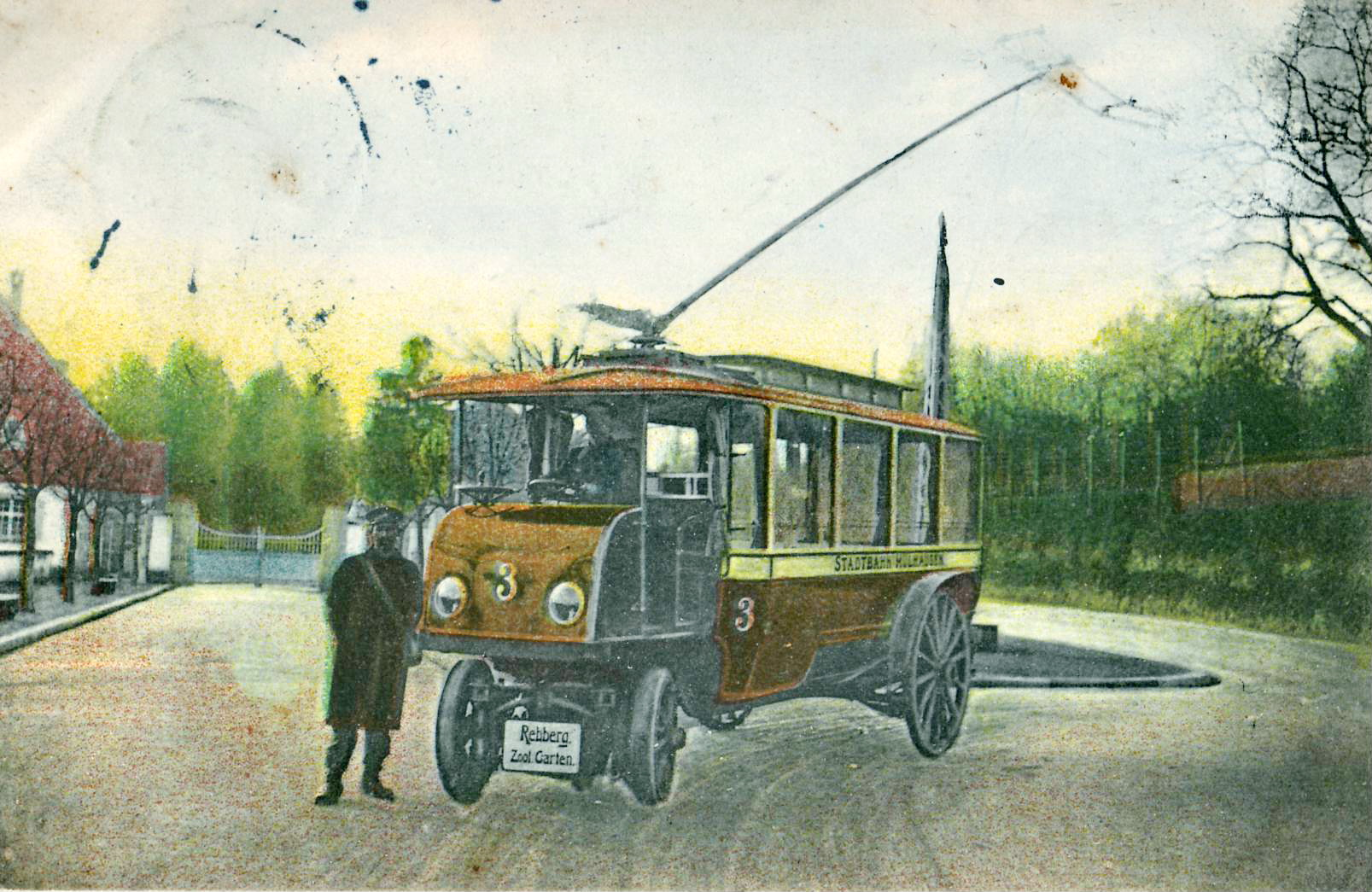
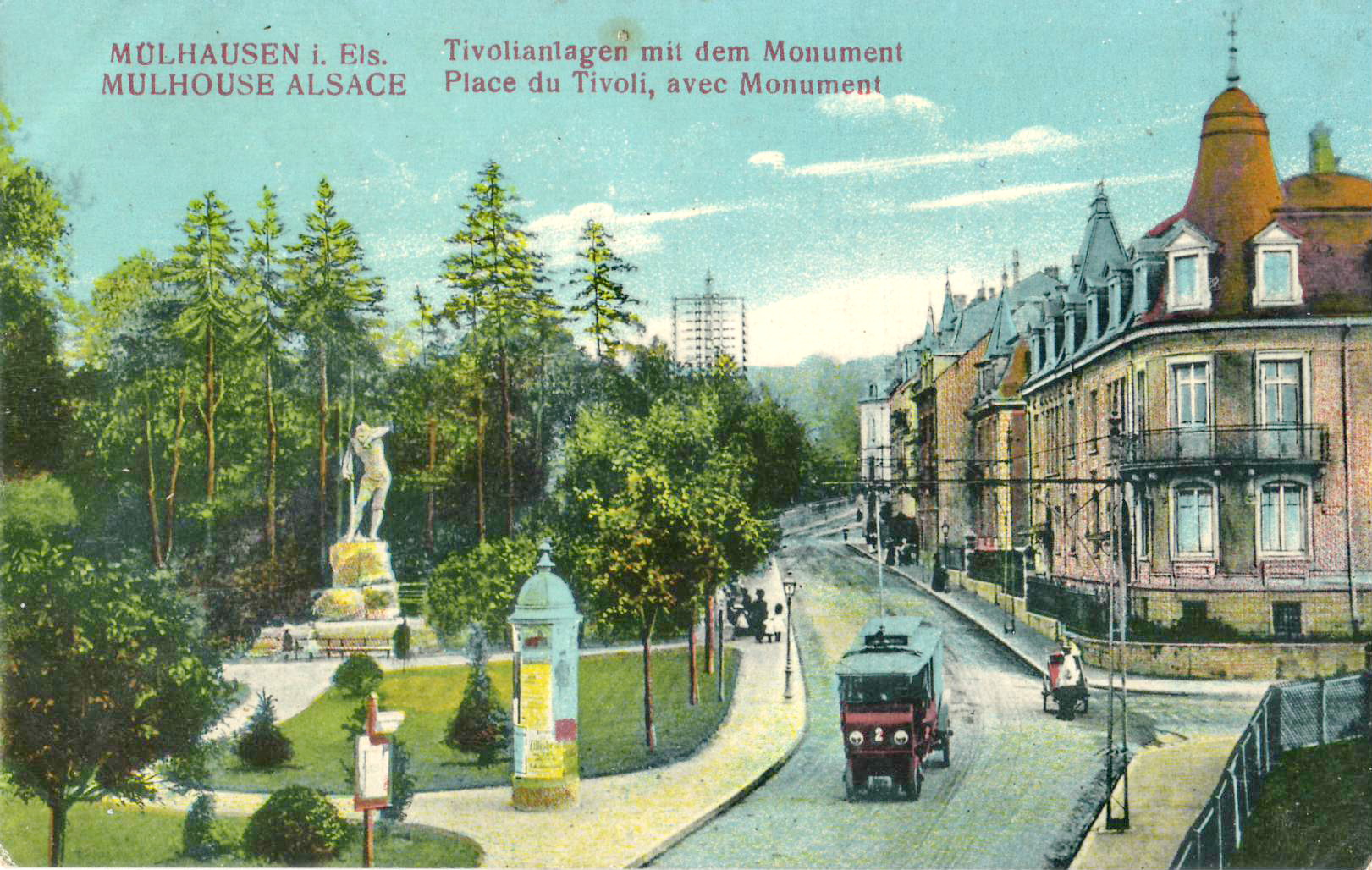